# Stix, Baer and Fuller Football Club
Stix, Baer and Fuller F.C. foi uma agremiação esportiva da cidade de St. Louis, Missouri. Disputava a disputa a St. Louis Soccer League. O clube era ligado a empresa Stix, Baer and Fuller.

## História
Fundado em 1929, o clube se chamou Hellrungs entre 1929 e 1931, St. Louis Central Breweries F.C entre 1934 e 1935 e St. Louis Shamrocks entre 1935 e 1938.
A equipe conquistou a National Challenge Cup em três oportunidades, em 1933, 1934, 1935.
Em 1936 disputou dois amistosos contra o Botafogo de Leônidas da Silva e Carvalho Leite. Venceu o primeiro jogo por 1x0 e empatou o segundo em 3x3.[carece de fontes?]

## Títulos
Campeão Invicto
| NACIONAIS      | NACIONAIS               | NACIONAIS | NACIONAIS         |
|                | Competição              | Títulos   | Temporadas        |
| -------------- | ----------------------- | --------- | ----------------- |
| Estados Unidos | National Challenge Cup  | 3         | 1933, 1934 e 1935 |
| MUNICIPAIS     |                         |           |                   |
|                | Competição              | Títulos   | Temporadas        |
| Estados Unidos | St. Louis Soccer League | 3         | 1933, 1934 e 1935 |